# Владимир Трендафилов
 Тази статия е за литературния критик.  За актьора вижте Владимир Трандафилов.  
Владимир Андреев Трендафилов е български литературен критик, поет, преводач и автор на материали в академични сборници и периодични издания.

## Биография
Роден е във Варна през 1955 г. Завършва английска филология в Софийския държавен университет.
Две години работи като редактор в издателство „Народна култура“ (1981 – 1983), а след това е преподавател в СУ „Св. Кл. Охридски“, Катедра по англицистика и американистика (англо-български превод, английска стилистика, съвременна британска поезия) (1983 – 2001). През 1997 г. става доктор по филология, след като защитава дисертация на тема „Неизличимият образ в огледалото: актуална българска рецепция на Англия, англичанина и английската мисъл през XIX и началото на XX век“. През 2001 г. напуска Софийския университет и започва работа като езиков мениджър в „Български текст“ ЕООД – частна агенция за превод и субтитриране на филми (2001 – 2003). Изпълнителен директор на издателство „Апострофи“, София (2003 – 2004). Преподавател по английска литература в Катедра по англицистика на ЮЗУ „Неофит Рилски“ (Благоевград) (2004 – 2013). От началото на 2013 до смъртта си през 2019 г. е на работа пак в Катедра по англицистика и американистика към Софийския университет, където води лекции по съвременна британска литература и семинари по хорър литература и превод. Хабилитира се като доцент с изследването „Дебютът Дикенс: Начална рецепция на английския автор и на творчеството му в България“ (2005). Професор от 2011 г. в Югозападния университет „Неофит Рилски“ в Благоевград и от 2013 г. в Софийския университет.
Член на Сдружението на български писатели (но е сред подписалите Декларация през 2005 г. за готовността си да го напусне поради фактическото му несъществуване).
С решение № 2 – 1143 от 13.12.2017 г. Комисията по досиетата установява и обявява, че от 14 април 1980 г. Трендафилов е сътрудничил на Държавна сигурност (ДС) в качеството си на агент на VI управление (Политическа полиция), 2 отдел (младежта, спортните организации и студентите) и 9 отдел (средствата за масова информация). Псевдонимът му на агент е „Богдан“. Не е известно дали е бил свален от действащ оперативен отчет на ДС.
Женен е за поетесата Кристин Димитрова, с която имат две деца, едното от които е писателят и певец Константин Трендафилов, известен и като Папи Ханс.
Владимир Трендафилов умира на 63 години на 8 май 2019 г.

## Творчество и критика
„Неизличимият образ в огледалото“ (1996), първата книга на Трендафилов, предлага подробен разказ за това как в българската култура на 19 век и началото на 20 век навлиза представата за Англия, англичанина и английската мисъл, и как тази представа въздейства обратно върху българската култура, как я формира отвътре.
Книгата му „През седмица в литературния аквариум“ (1999) анализира проблемите и фигурите на днешната българска литература, последвана е от книгата му „За рамките на литературата“ (2005).
Владимир Трендафилов публикува множество текстове в академичната и ежедневна преса, някои от тях полемични, например три полемизиращи поредици статии: в „Литературен вестник“, където води рубрика през 1992, под общо заглавие „Литературата, която я няма“, във вестник „Литературен форум“ през 1998 г. („През седмица в литературния аквариум“) и една през 2001 във вестник Култура по повод актуален дебат за медиите. Отделни статии са излизали в академични сборници. Заедно с Александър Шурбанов са съставители (а и автори на част от текстовете вътре) на тома „Преводна рецепция на европейска литература в България. Т. 1: Английска литература“ (2000).
Превеждал е от английски на български, основно поезия. Негов е преводът на избраната поезия и проза от ирландския класик и нобелист Уилям Бътлър Йейтс, излязла през 1990 г. под заглавието „Кръвта и луната“. Преводът на поемата „Второто пришествие“ на Йейтс е използван в българския дублаж на първия епизод от трети сезон на сериала „Герои“.
Има две издадени стихосбирки – „Четирите фокуса“ (1997) и „Смъртният танц на фокусника и други стихотворения“ (1999).

### Научни изследвания
- Неизличимият образ в огледалото. Актуалната българска рецепция на Англия, англичанина и английската мисъл през 19 и началото на 20 век. София: Кралица Маб, 1996.
- През седмица в литературния аквариум, София: Изд. Литературен форум, 1999 [5]
- За рамките на литературата, София: Изток-Запад, 2005[6]
- Кризата, която обнадеждава: Картографии на днешното литературно поле, София: Сиела, 2009 [7]
- Употребите на британския ментор: рецепцията на Чарлс Дикенс в България, София, Колибри, 2015, 392 с. [8][9][10][11]

### Стихосбирки
- Четирите фокуса. Стихотворения. София: Свободно поетическо общество, 1997.
- Смъртният танц на фокусника и други стихотворения. София: Литературен форум, 1999.

### Преводи
- Силвия Плат, Стъкленият похлупак. Роман и избрани стихове (1981) (само стиховете);
- Тед Хюз, Пещерни птици. Избрана поезия (1983) (заедно с Александър Шурбанов);
- Оскар Уайлд, De Profundis, в т. 3 от Оскар Уайлд, Събрани съчинения (1985).
- стихотворения от Джеймс Дики, Марк Странд, Робърт Крийли, Чарлс Симик, Хауърд Немеров и др. в антологията на съвременна американска поезия „Пир след тайната вечеря“ (1989);
- Уилям Бътлър Йейтс, „Кръвта и луната“ (1990);
- Дъглас Дън, Северна светлина (1994) (заедно с Владимир Левчев)